# The Ash Live in Chicago
The Ash Live in Chicago – piąty album koncertowy Wishbone Ash.

## Lista utworów
Album zawiera utwory:
1. The King Will Come – 7:18
2. Strange Affair – 5:36
3. Standing In The Rain – 6:13
4. Lost Cause In Paradise – 4:57
5. Keeper Of The Light – 3:42
6. Throw Down The Sword – 6:03
7. In The Skin – 8:33
8. Why Don't We – 7:55
9. Hard Times – 4:54
10. Blowing Free – 8:29
11. Living Proof – 5:25

## Twórcy albumu
Twórcami albumu są:
- Ted Turner – gitara, wokal
- Andy Powell – gitara, wokal
- Andy Pyle – gitara basowa
- Ray Weston – perkusja